# Manderscheid
Manderscheid (pronunciación en alemán: /ˈmandɐˌʃaɪ̯t/ⓘ) es un municipio situado en el distrito de Bernkastel-Wittlich, en el estado federado de Renania-Palatinado (Alemania). Su población estimada a finales de 2016 era de 1373 habitantes.
Se encuentra ubicado en el centro-norte del estado, al este de la ciudad de Tréveris y cerca de la orilla del río Mosela, un afluente del Rin por la izquierda.

## Galerìa

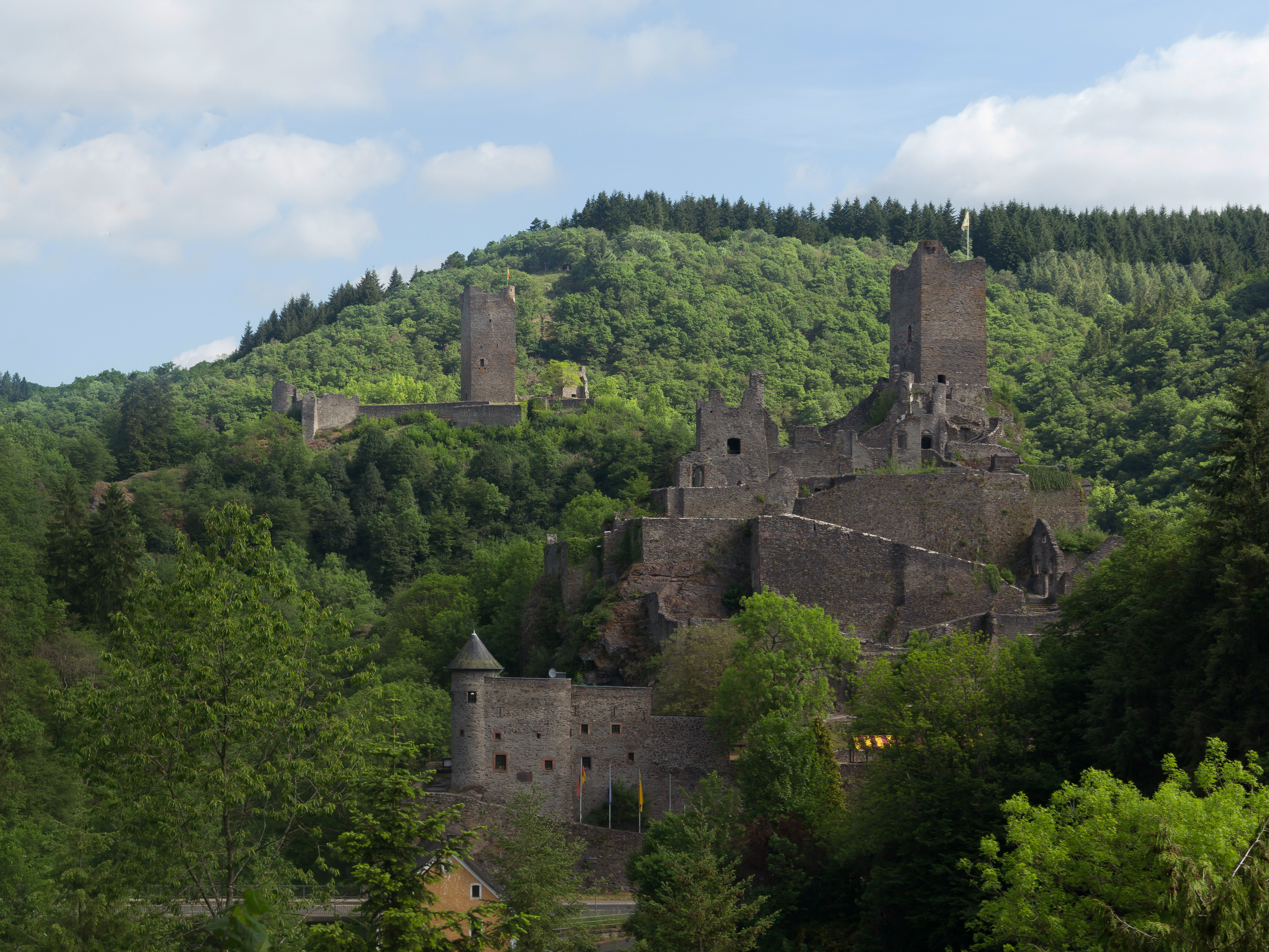
Manderscheid, la fortaleza
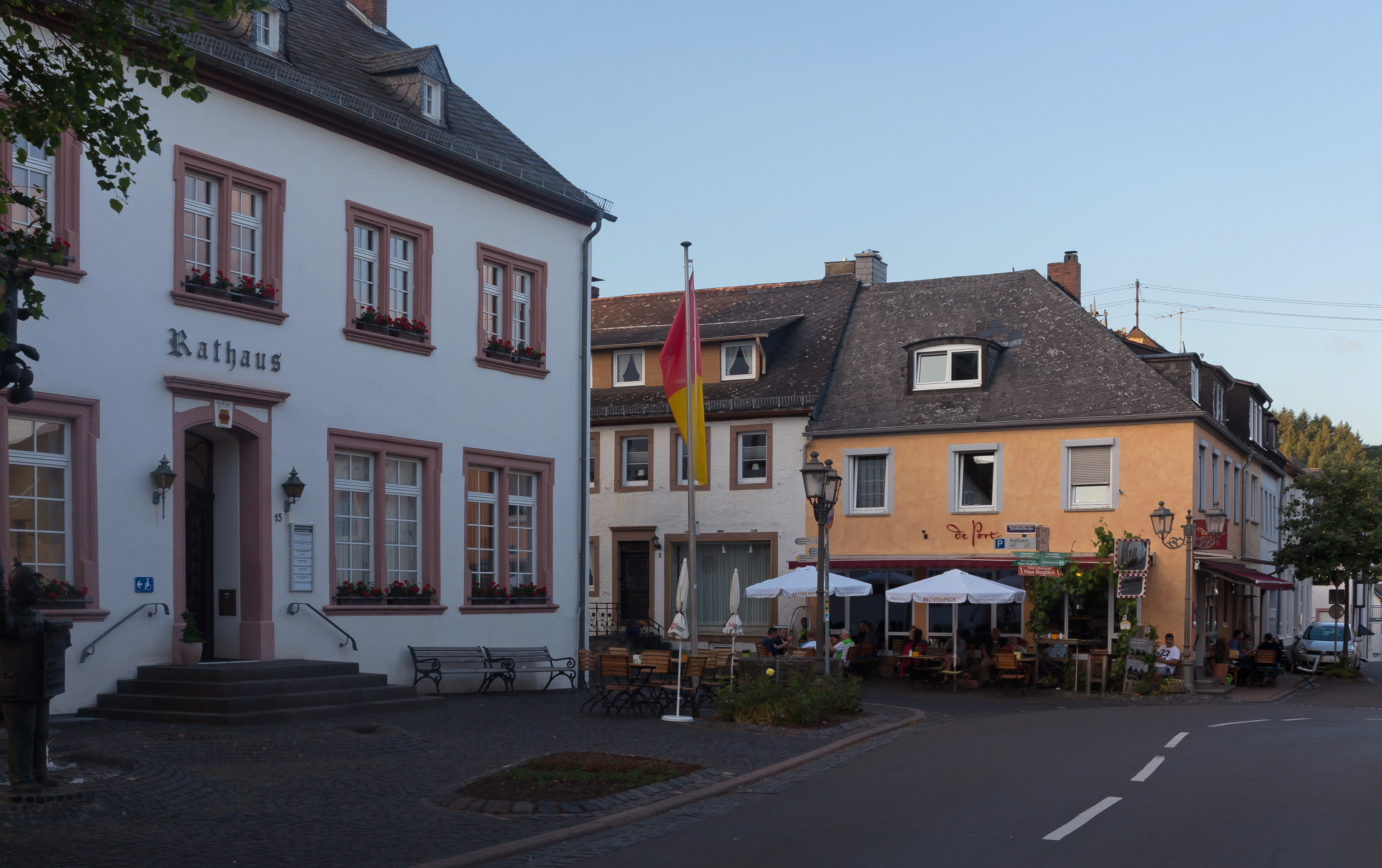
Manderscheid, el edificio administrativo
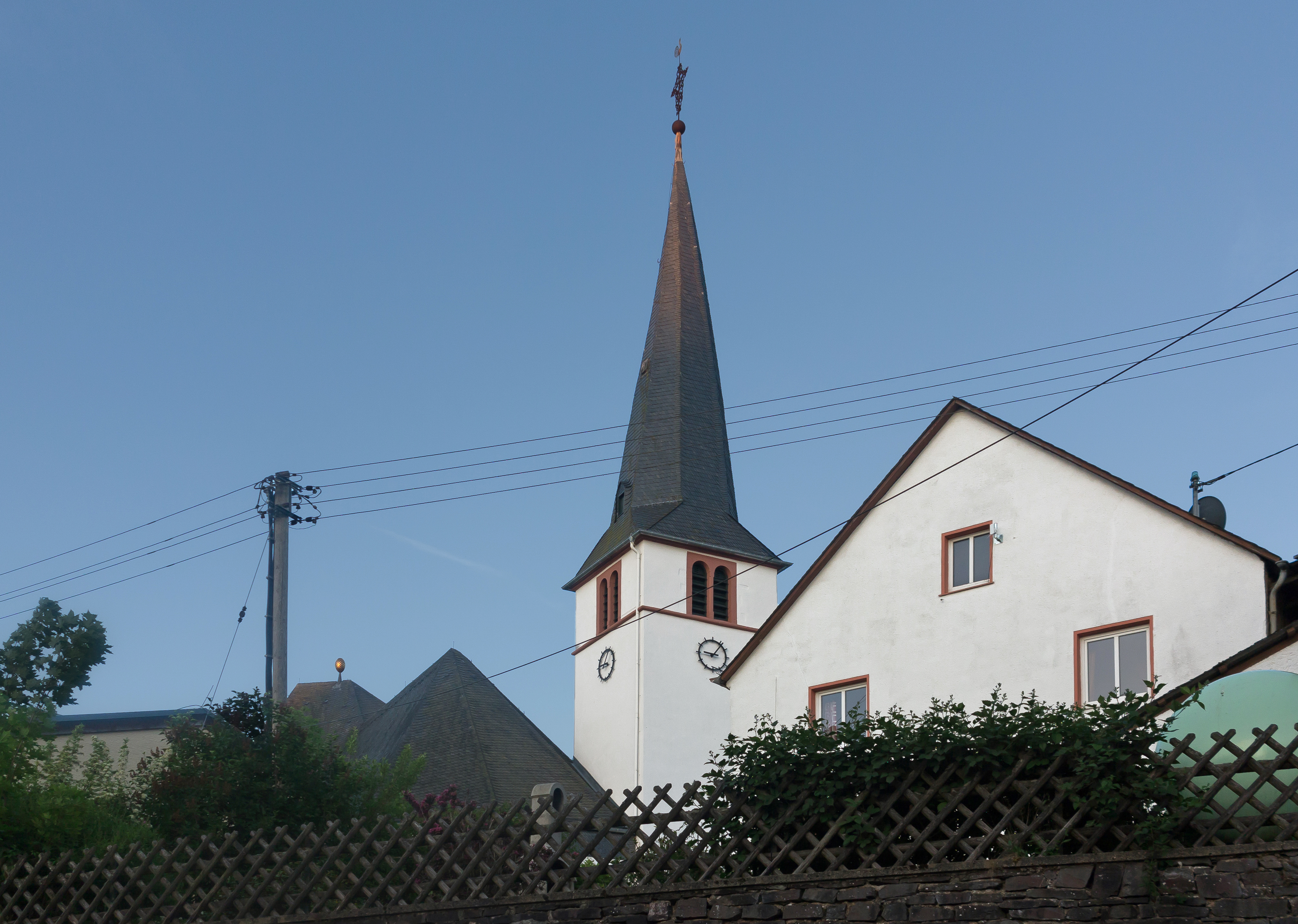
Manderscheid, la torre de la iglesia catolica (Pfarrkirche Sankt Hubertus)